# Siège de Giarabub
Guerre du Désert de la Seconde Guerre mondiale
Batailles
Guerre du Désert
- Invasion de l'Égypte
- Compass (Fort Capuzzo
- Nibeiwa
- Sidi Barrani
- Bardia
- Tobrouk (1941)
- Mechili
- Beda Fomm)
- Koufra
- Siège de Giarabub
- Sonnenblume
- El Agheila (1941)
- Siège de Tobrouk (Raid sur Bardia
- Raid Twin Pimples)
- Skorpion
- Brevity
- Battleaxe
- Crusader (Flipper
- Bir el Gubi (novembre 1941)
- Point 175
- Bir el Gubi (décembre 1941))
- Fort Lamy
- Gazala (Bir Hakeim
- Tobrouk (1942))
- Mersa Matruh
- El Alamein (juillet 1942) (Raid sur l'aérodrome de Sidi Haneish)
- Alam el Halfa
- Agreement (Caravan)
- Bertram
- Braganza
- El Alamein (octobre 1942) (Avant-poste Snipe)
- El Agheila (1942)

Débarquement allié en Afrique du Nord
- Blackstone
- Casablanca
- Reservist
- Terminal
- Port Lyautey
- Brushwood

Campagne de Tunisie
- Course pour Tunis
- Ligne Mareth
- Sidi Bouzid
- Kasserine
- Sejnane
- Ochsenkopf
- Capri
- Ksar Ghilane
- Pugilist
- El Guettar
- Wadi Akarit
- Longstop Hill
- Hill 609
- Vulcan
- Flax
- Retribution
- Strike

Le siège de Giarabub (aujourd'hui Jaghbub) en Libye, est un engagement opposant les forces du Commonwealth aux forces italiennes, pendant la campagne du désert occidental de la Seconde Guerre mondiale. Au lendemain de l'operazione E, l'invasion de l'Égypte par la 10e armée (9–16 septembre 1940), l'opération Compass (9–16 décembre) par la Western Desert Force, la bataille de Sidi Barrani et la poursuite de la 10e armée en Cyrénaïque (16 décembre 1940 – 9 février 1941), la position italienne fortifiée à l'oasis d'Al Jaghbub fut assiégée par des contingents de la 6e division australienne.
Le 6e régiment de cavalerie divisionnaire australien commença le siège en décembre 1940 en isolant l'oasis, laissant la garnison italienne dépendante de la Regia Aeronautica. Le transport aérien s'avéra insuffisant et la faim incita de nombreuses troupes recrutées localement à la désertion. Après avoir été renforcés par le 2/9e bataillon australien et une batterie du 4e Royal Horse Artillery, les Australiens attaquèrent Giarabub le 17 mars 1941 et la garnison italienne se rendit le 21 mars.

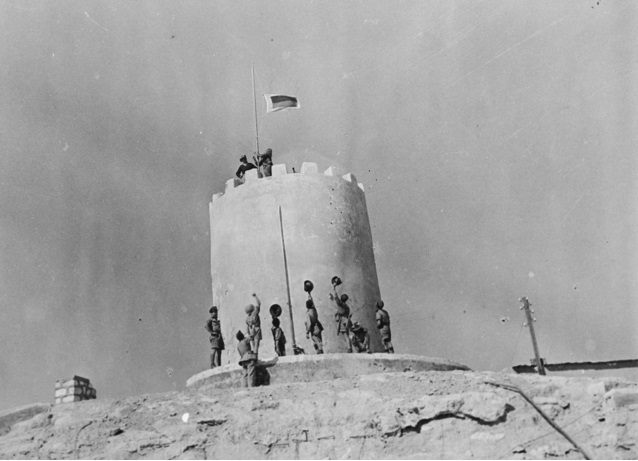
Soldats australiens du 2/9e Batallion hissant un drapeau de l'Unité Color Patch au-dessus du fort de Giarabub (21 mars 1941).

### Lectures complémentaires
- (it) Salvatore Castagna, La difesa di Giarabub [« The Defence of Giarabub »], Milano, Loganesi, 1950 (OCLC 17871417)